# Edwin Lightfoot
Edwin N. Lightfoot (Wauwatosa, 25 de setembro de 1925 – Madison, Wisconsin, 2 de outubro de 2017) foi um químico estadunidense.